# Fort Świętego Jana

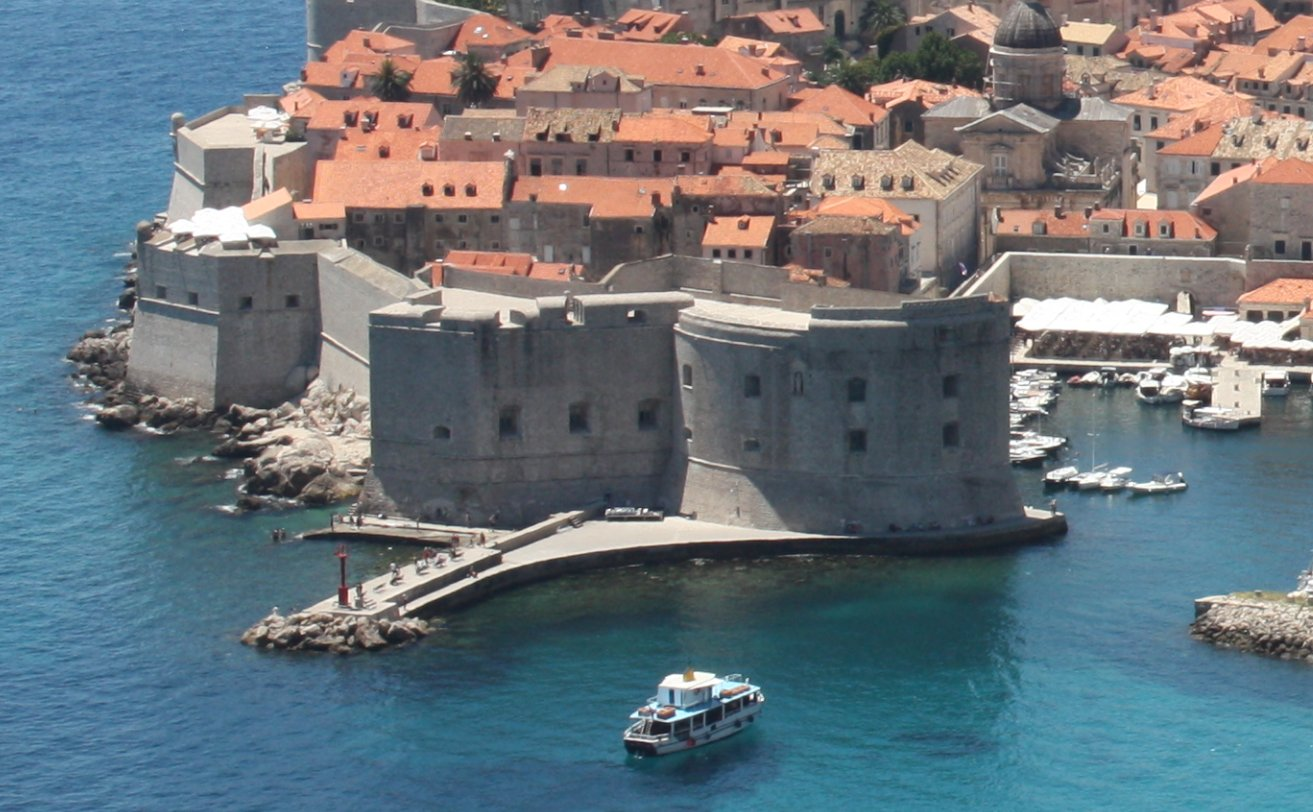

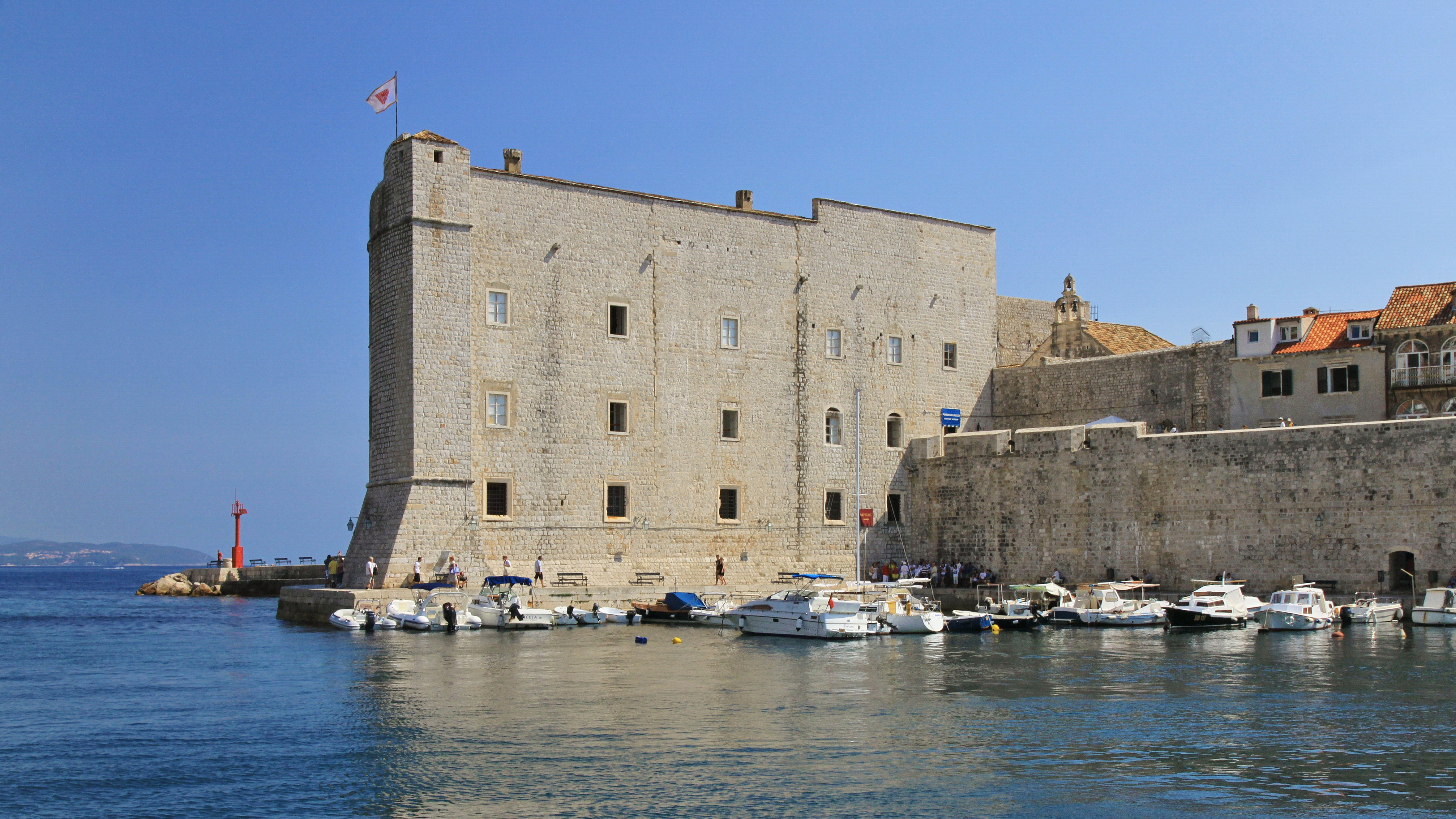
Fort św. Jana od strony portu

Fort Świętego Jana (chorw. tvrđava Sveti Ivan albo Svetog Ivana) – fort-baszta we wschodnim narożniku murów miejskich Dubrownika. Złożona z fortu na planie półkola połączonego z basztą na planie nieregularnego czworokąta. Stoi na cyplu zamykającym od południa zatoką starego portu (Stara luka), naprzeciwko fortu Revelin. Jego funkcją była obrona portu. 
Na cyplu, będącym od strony portu jednym z nabrzeży (chorw. mul), pierwotnie stał mały fort na planie czworokąta, zwany najpierw fortem Gundulicia (Gundulićeva tvrđava), a później fortem świętego Jana, od stojącego obok kościoła św. Jana. Między tym fortem a basztą świętego Łukasza po przeciwnej stronie portu rozciągano łańcuch blokujący port. W 1346 w sąsiedztwie fortu Gundulicia, w ciągu murów miejskich wzniesiono basztę zwaną "na nabrzeżu" (tvrđava od mula), sąsiadującą z bramą portową (vrata od mula). Na początku XV wieku przed fortem Gundulicia urządzono niski półkolisty bastion. W latach 1500–1552 wzniesiono na cyplu nowy, wielki fort, włączając do niego całkowicie dawny fort i bastion. W latach 1552–1557 nowy fort połączono z basztą "na nabrzeżu", również rozbudowaną. W nowej budowli mieścił się magazyn prochu. 
Obecnie fort św. Jana mieści Muzeum Morskie, oceanarium i Instytut Morza i Wybrzeża. Na tarasie odbywają się przedstawienia teatralne. 